# Yanhuang Chunqiu
Yanhuang Chunqiu (chinois : 炎黄春秋 ; pinyin : Yánhuáng Chūnqiū ; litt. « printemps et automne de Chine ») est un mensuel chinois de Pékin créé en 1991.
Yanhuang Chunqiu a une ligne éditoriale plutôt libérale.